# Schraubenschnecken

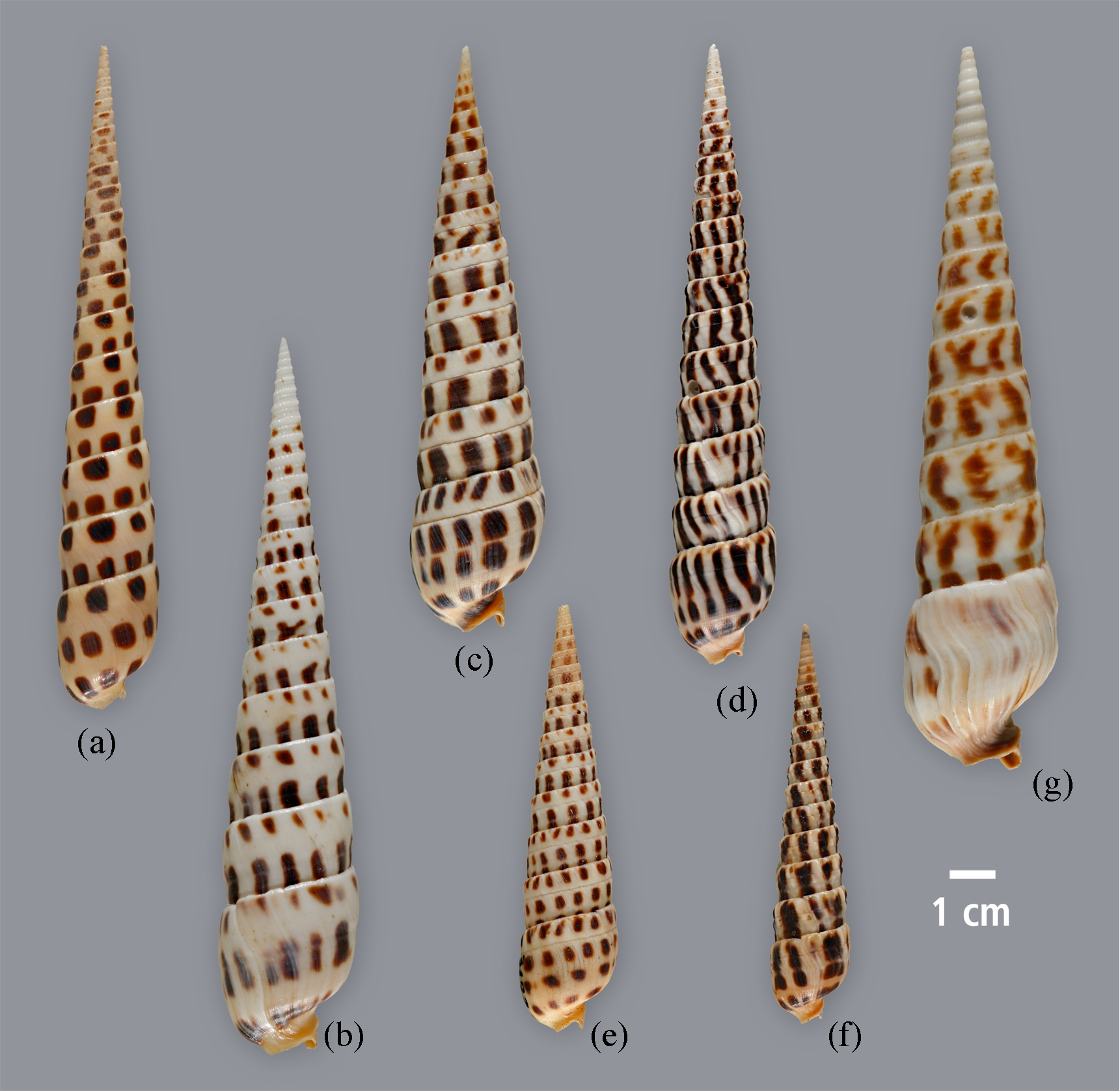
Verschiedene Arten der Gattung Terebra: a Terebra subulata aus dem Westpazifik, b–e Terebra-Arten von den Pazifik-Küsten Mexicos und Panamas, f Terebra taurina aus dem Westatlantik

Die Schraubenschnecken (Terebridae) sind eine Familie ausschließlich mariner Schnecken, die in den tropischen Meeren beheimatet ist. Es sind fast ausschließlich räuberisch lebende Formen.

## Merkmale
Die Gehäuse sind fast ausschließlich schlank hochkonisch mit zahlreichen Windungen. Die Mündung ist klein und je nach Gehäuseform schmal bis breit-oval. Der untere Rand ist kaum ausgezogen (im Gegensatz zu den anderen Familien der Conoidea). Mit einem dünnen Operculum auf dem kleinen Fuß kann die Mündung verschlossen werden.

## Lebensweise, Vorkommen und Verbreitung
Die Arten der Schraubenschnecken jagen im Sand eingegrabene marine Würmer, die meist mit einem Radulazahn gestochen und mit Hilfe der Giftdrüse gelähmt werden, so etwa bei der Babylonischen Schraubenschnecke (Terebra babylonia) und der Pfriemenschnecke (Terebra subulata). Sie leben ausschließlich in den wärmeren Meeren (Tropen und Subtropen) mit Schwerpunkt im indo-pazifischen Raum. Während die meisten Schraubenschnecken Giftdrüsen besitzen, fehlen diese bei einigen Arten der Gattung Oxymeris (syn. Acus), so bei der Gefleckten Schraubenschnecke (Oxymeris maculata), der Gekerbten Schraubenschnecke (Oxymeris crenulata), der Fliegendreck-Schraubenschnecke (Oxymeris areolata) und der Orange-Schraubenschnecke (Oxymeris dimidiata). Diese überwältigen ihre Beute – je nach Art ausschließlich Eichelwürmer oder daneben auch Vielborster –, indem sie sie als Ganzes lebendigen Leibes verschlingen. Evolutionär wird von einem sekundären Verlust der Giftdrüse ausgegangen.
Schraubenschnecken der Gattung Hastula, darunter die Sandstrand-Schraubenschnecke (Hastula hectica), leben in der Brandung der Sandstrände, wo sie Vielborster jagen. Hastula inconstans ist unter anderem an den Stränden der Hawaii-Inseln zu finden, wo sie auf den Wellen reitet und im Wellental auf Beutefang geht. In Hawaii ist sie auf den Spioniden Dispio magna spezialisiert. Hat sie ein Beutetier ergriffen, gräbt sie sich mit diesem im Sand ein, ehe die neue Welle kommt.

## Systematik
Die Familie Terebridae wurde von Bouchet und Rocroi in zwei Unterfamilien Terebrinae Mörch, 1852 und Pervicaciinae Rudman, 1969 unterteilt, die jedoch heute nicht mehr benutzt werden. 20 Gattungen (davon 2 fossile) werden derzeit in dieser Familie geführt:
Stand: 15. März 2015
- Terebridae Mörch 1852.
  - Cinguloterebra Oyama, 1961
  - Clathroterebra Oyama, 1961
  - Duplicaria Dall, 1908
  - Euterebra Cotton & Godfrey, 1932
  - Gemmaterebra Cotton, 195
  - Granuliterebra Oyama, 1961
  - Hastula H. Adams & A. Adams, 1853
  - Hastulopsis Oyama, 1961
  - Impages E. A. Smith, 1873
  - Kaweka Marwick, 1931 †
  - Myurella Hinds, 1844
  - Oxymeris Dall, 1903
  - Pellifronia Terryn & Holford, 2008
  - Perirhoe Dall, 1908
  - Pristiterebra Oyama, 1961
  - Strioterebrum Sacco, 1891
  - Terebra Bruguière, 1789 (mit zahlreichen Untergattungen)
  - Terenolla Iredale, 1929
  - Triplostephanus Dall, 1908
  - Zeacuminia Finlay, 1930 †